# Напроксен
Напроксен (англ. Naproxen, лат. Naproxenum) — синтетичний препарат, що є похідним пропіонової кислоти та належить до групи нестероїдних протизапальних препаратів. Напроксен може застосовуватися як перорально, так і місцево та ректально. Напроксен уперше синтезований у Мексиці у лабораторії американо-мексиканської фірми Syntex під початковою назвою «Напросин» у 1976 році, та допущений FDA до застосування у клінічній практиці у 1980 році під назвою «Анапрокс».

## Фармакологічні властивості
Напроксен — синтетичний препарат, що є по хімічній структурі похідним пропіонової кислоти та належить до групи нестероїдних протизапальних препаратів. Механізм дії препарату, як і інших представників групи нестероїдних протизапальних препаратів, полягає у інгібуванні ферменту циклооксигенази, яка забезпечує перетворення арахідонової кислоти у простагландини, у тому числі у вогнищі запалення. Напроксен, як і більшість нестероїдних протизапальних препаратів, є неселективним інгібітором циклооксигенази, і діє як на циклооксигеназу 1 типу (ЦОГ-1), так і на циклооксигеназу 2 типу (ЦОГ-2). Напроксен має високу знеболювальну активність у середніх дозах, яка проявляється швидше, ніж протизапальна дія препарату, тому напроксен часто застосовується саме як знеболювальний препарат при дисменореї та ревматологічних захворюваннях. Напроксен має меншу пошкоджуючу дію на слизову оболонку шлунково-кишкового тракту, ніж індометацин, ацетилсаліцилова кислота і піроксикам; але вищу за мелоксикам та набуметон. При сумісному застосуванні напроксену та лансопразолу у хворих, які вживають низькі дози ацетилсаліцилової кислоти, частота виразкових пошкоджень слизової оболонки органів травної системи була практично однаковою у порівнянні з частотою виразкових пошкоджень слизової оболонки шлунку у хворих, що приймали рівнозначні дози ацетилсаліцилової кислоти і селективного інгібітора ЦОГ-2 целекоксибом. Напроксен гальмує активність ферменту протеогліканази, чим запобігає прогресуванню дегенеративних змін у хрящовій тканині. Згідно даних FDA, при застосуванні напроксену спостерігається найнижчий ризик розвитку серцево-судинних ускладнень серед усіх інших нестероїдних протизапальних препаратів, хоча дані цих досліджень визнані недостатніми для внесення змін до офіційної інструкції по застосуванню препарату.

### Фармакодинаміка
Напроксен швидко та повністю всмоктується при пероральному застосуванні, біодоступність препарату складає 95%. Максимальна концентрація препарату в крові досягається протягом 2—4 годин при застосуванні чистого напроксену і 1—2 години при застосуванні натрієвої солі напроксену. Напроксен добре зв'язується з білками плазми крові. Напроксен створює високі концентрації у більшості тканин організму. Препарат проходить через плацентарний бар'єр та виділяється в грудне молоко. Метаболізується напроксен у печінці з утворенням неактивних метаболітів. Виводиться препарат із організму переважно із сечею у незміненому вигляді (усього до 95% препарату), лише 5% препарату виводиться з калом. Період напіввиведення препарату становить 12—15 годин, цей час може збільшуватися при печінковій та нирковій недостатності.

## Показання до застосування
Напроксен застосовується для симптоматичного лікування больового синдрому при дисменореї, зубному та головному болю, мігрені, болю в попереку, болю в м'язах та суглобах; а також захворюваннях опорно-рухового апарату (у тому числі ревматоїдному артриті, остеоартрозі та анкілозуючому спондилоартриті).

## Побічна дія
При застосуванні напроксену можуть спостерігатися наступні побічні ефекти:
- З боку шкірних покривів та алергічні реакції — часто (1—10%) висипання на шкірі, свербіж шкіри, гіпергідроз; рідко кропив'янка, синдром Стівенса-Джонсона, фотодерматоз, синдром Лаєлла, набряк Квінке, набряк обличчя, задишка.
- З боку травної системи — часто (1—10%) нудота, сухість у роті, печія, запор, діарея, біль у животі, стоматит; рідко диспепсія, метеоризм, загострення виразкової хвороби (у тому числі шлунково-кишкові кровотечі та перфорація виразки), блювання кров'ю, жовтяниця, панкреатит, порушення функції печінки.
- З боку нервової системи — часто (1—10%) головний біль, запаморочення, сонливість, порушення зору та слуху; рідко депресія, безсоння, незвичні сновидіння, порушення концентрації уваги.
- З боку серцево-судинної системи — часто (1—10%) тахікардія.
- З боку сечостатевої системи — рідко гематурія, гломерулонефрит, інтерстиційний нефрит, ниркова недостатність, нефротичний синдром, папілярний некроз.
- Зміни в лабораторних аналізах — нечасто (0,1—1%) анемія, гіперглікемія, гіпоглікемія, агранулоцитоз, еозинофілія, гранулоцитопенія, тромбоцитопенія, лейкопенія.

При ректальному застосуванні напроксену можуть спостерігатися болючість при дефекації та слизово-кров'янистих виділень із прямої кишки.

## Протипокази
Напроксен протипоказаний при підвищеній чутливості до препарату та інших нестероїдних протизапальних препаратів, загостренні виразкової хвороби шлунку та дванадцятипалої кишки, шлунково-кишковій кровотечі або при схильності до кровотеч іншого генезу, виражених порушеннях функції печінки та нирок, важкій серцевій недостатності, бронхіальній астмі, вагітності та годуванні грудьми. Напроксен в Україні не рекомендований для застосування у дітей молодших 16 років.

## Форми випуску
Напроксен випускається у вигляді таблеток по 0,22; 0,25; 0,275; 0,375; 0,5 і 0,55 г; суспензії для прийому всередину по 100 мл 2,4% та 2,5% суспензії; ректальних суппозиторіїв по 0,25 і 0,5 г та 10% гелю для зовнішнього застосування. Напроксен разом із езомепразолом входить до складу комбінованого препарату «Вімово». Напроксен разом із кодеїном, кофеїном, анальгіном та фенобарбіталом входить до складу комбінованого препарату «Пенталгін-Н». Напроксен разом із кофеїном та саліциламідом входить до складу комбінованого препарату «Цефекон Н».